# Колькайнарский сельский округ
Колькайна́рский се́льский окру́г (каз. Көлқайнар ауылдық округі) — административная единица в составе Жамбылского района Жамбылской области Казахстана.
Административный центр — село Тастобе.

## История
В 1989 году существовал как Колькайнарский сельсовет в составе 4 населённых пунктов: сёла Джамбул, Енбек, Костобе, Тастобе (административный центр).
В периоде 1991—1998 годов:
- Колькайнарский сельсовет был преобразован в сельский округ согласно реформам административно-территориального устройства Республики Казахстан;
- в состав Колькайнарского сельского округа было включено село Колькайнар из Бесагашского сельского округа.

## Население
| Численность населения | Численность населения | Численность населения |
| 1989                  | 1999                  | 2009                  |
| --------------------- | --------------------- | --------------------- |
| 2589                  | ↗2799                 | ↗2994                 |

## Состав
| № | Населённый пункт | Тип населённого пункта       | Население, 1989 | Население, 1999 | Население, 2009 |
| - | ---------------- | ---------------------------- | --------------- | --------------- | --------------- |
| 1 | Енбек            | село                         | 518             | ↗528            | ↗599            |
| 2 | Жамбыл           | село                         | 296             | ↗379            | ↗646            |
| 3 | Колькайнар       | село                         | 121             | ↗131            | ↘90             |
| 4 | Костобе          | село                         | 300             | ↗376            | ↗402            |
| 5 | Тастобе          | село, административный центр | 1 475           | ↘1 385          | ↘1 257          |